# Аои, Сёта
Сёта Аои (яп. 蒼井 翔太 Аои Сё:та, род. 11 августа 1987 года) — японский певец, сэйю и актёр. Дебютировал под сценическим именем Showta (стилизованным как «SHOWTA.») с песней «Negaiboshi» в 2006 году, выпустив свой первый альбом Eve в 2008 году. В 2009 году оставил своё агентство и какое-то время выпускал независимую музыку под псевдонимом Нобору Рюгаки (яп. 柳ヶ木 昇).
В качестве сэйю работает на агентство S Inc, как певец — на King Records. Известен своей ролью Микадзэ Ай во франшизе Uta no Prince-sama.

## Биография
Аои родился в префектуре Фукуи в Японии. У него есть старшая сестра. В начальной и средней школе он играл в теннис и выиграл много наград. В детстве он смотрел много аниме и играл в видеоигры, позже указывая, что интерес к озвучиванию у него появился благодаря работе Акиры Исиды в роли Рыбьего Глаза из Seilor Moon SuperS. Из-за своего высокого, почти женского голоса в школе он столкнулся с травлей, справиться с которой, по словам Аои, ему помогли товарищи в средней школе, похвалив в караоке его исполнение «So Into You» Коды Куми.
В 2004 году он участвовал в музыкальном фестивале Yamaha Teens под псевдонимом «Нобору Янагава», получив гран-при региона Токай, Ибараки, а затем приняв участие в национальном финале фестиваля и исполнив на нём «1000 no Kotoba» Коды Куми.

## Карьера

### 2006—2010: музыкальный дебют, выступления как Showta
Аои дебютировал 26 июля 2006 года под сценическим именем Showta с синглом Negaiboshi лейбла King Records, занявшим 119 место в недельном чарте Oricon. 22 ноября 2006 года он выпустил свой второй сингл Trans-winter (Fuyu no Mukōgawa), который также служил тематической песней телесериала на основе манги Damens Walker. Его третий сингл, баллада «Hito Shizuku», была выпущена 4 апреля 2007 года. Четвёртый сингл Kimi ni, Kaze ga Fukimasu You ni, вышедший 27 июля 2007 года, служил завершающей композицией для телепередачи Aichiteru!. Пятый был опубликован 23 января 2008 года, и им стал кавер песни 1983 года «Haru na no ni» Ёсиэ Касивабары.
5 марта 2008 года Аои выпустил свой первый студийный альбом Eve, занявший 115 место в недельном чарте Oricon. А через месяц, 23 апреля, вышел его шестой сингл Hikaru no Gen-chan в рамках апрельских и майских выпусков программы Minna no Uta. В 2009 году Аои исполнил песню «Ekubo» для саундтрека Kanna-san Daiseiko Desu! the Movie, она также была выпущена в качестве промо-сингла.
Его первой ролью в качестве актёра стала Саки Ханадзима в спектаклях по «Корзинке фруктов».
В 2010 году Аои оставил King Records, мотивируя это желанием стать актёром озвучивания и исполнителем песен для аниме. Он продолжил независимо записывать музыку и выступать в спектаклях и мюзиклах под именем «Нобору Рюгаки».

### 2011—2016: начало карьеры сэйю, выступления на сцене
В 2011 году Аои заключил контракт с S Inc. для работы сэйю под именем «Сёта Аои». Его первой работой стало озвучивание Кансики в игре Black Robinia. Первой песней, исполненной под новым сценическим именем, стала «Ai no Sasameki Goto», тематическая песня для серии аудиопостановок Sangokushi Lovers.
С октября 2010 года Сёта начал работать на агентство S Inc., на звукозаписывающую компанию Broccoli под именем Аои Сёта, а также начал обучение к озвучиванию персонажей в аниме. В 2011 году был приглашён на роль Ай Микадзэ в аниме Uta no Prince-sama, благодаря чему стал известен как сэйю. 26 июня 2013 года выпустил совой первый мини-альбом BLUE BIRD под именем Aoi Shouta. 29 августа 2015 года принял участие в крупнейшем концерте Animelo Summer Live 2015 -THE GATE. 1 марта 2016 года вернулся в компанию King Records. 13 марта 2016 года состоялся первый концерт в Ниппон Будокан.

## Фильмография

### Аниме-сериалы
2011
- Kimi to Boku — Рёноскэ Мацусита

2012
- Kimi to Boku 2 — Рёноскэ Мацусита

2013
- Uta no Prince-sama — Ай Микадзэ

2014
- Shōnen Hollywood — Дайки Томи
- Rage of Bahamut: Genesis — Михаэль

2015
- Ace of Diamond — Хидэаки Тодзи
- Shonen Hollywood: Holly Stage for 50 — Дайки Томи
- Transformers: Mystery of Prime — Клифф
- Uta no Prince-sama — Ай Микадзэ

2016
- First Love Monster — Рэн-Рэн
- Future Card Buddyfight — Куродзу Гайто
- Handa Kun — Соскэ Кодзика
- Magic★Kyun! Renaissance — Монет Цукуси
- Phantasy Star Online 2 The Animation — Ицуки Татибана
- Prince of Stride: Alternative — Тоя Нацунаги
- Tsukiuta. The Animation — Руи Минадуки
- Uta no Prince-sama — Ай Микадзэ
- Watashi ga Motete Dōsunda — Аканэ

2017
- Chiruran: Nibun no Ichi — Синоскэ Харада
- Dynamic Chord — Наруми Амаги
- Future Card Buddyfight X — Куродзу Гайто
- Kenka Bancho Otome: Girl Beats Boys — Такаюки Компару
- Marginal#4: Kiss kara Tsukuru Big Bang — Цубаса Синдо
- Senki Zesshou Symphogear — Калиостро
- The Royal Tutor — Лихт Фон Граннцрайх

2018
- 3D Kanojo: Real Girl [ТВ-1] — Юто Ито
- Pop Team Epic [ТВ-1] — камео
- The Thousand Musketeers — Спрингфилд

2019
- 3D Kanojo: Real Girl [ТВ-2] — Юто Ито
- Carole & Tuesday — Пётр
- Kono Oto Tomare! Sounds of Life — Мио Кандзаки
- Meiji Tokyo Renka — Рэнтаро Таки[англ.]

2020
- My Next Life as a Villainess: All Routes Lead to Doom! — Геральд Стюарт
- Princess Connect! Re:Dive — Кайзер Инсайт
- Tsukiuta. The Animation 2 — Руи Минадзуки

2021
- Visual Prison — Хайд Джейер

2022
- Detective Conan: The Culprit Hanzawa — Хандзава-сан
- Pop Team Epic [ТВ-2] — в роли себя, живая съёмка

## Дискография

### Как Showta.
Студийные альбомы
- Eve (2008)

Сборники
- Showta Best (2016)

### Как Сёта Аои
Студийные альбомы
- Unlimited (2015)
- Zero (2017)

Мини-альбомы
- Blue Bird (2013)

Сборники
- S (2016)

## Туры
- Shouta Aoi 1st Live: Virginal (2014)[21]
- Shouta Aoi 2nd Live: Unlimited (2015)
- Shouta Aoi LIVE: 2016 WONDER lab. 〜Bokutachi no (僕たちの) sign〜" (2016)
- Shouta Aoi LIVE: 2017 WONDER lab. 〜prism〜" (2017)
- Shouta Aoi LIVE: 2017 WONDER lab. Ø" (2017)
- Shouta Aoi LIVE: 2019 WONDER lab. I" (2019)